# Mehun-sur-Yèvre
Mehun-sur-Yèvre je naselje in občina v osrednjem francoskem departmaju Cher regije Center. Leta 2007 je naselje imelo 6.889 prebivalcev.

## Geografija
Kraj leži v pokrajini Berry ob reki Yèvre in vodnem kanalu de Berry, 17 km severozahodno od Bourgesa.

## Uprava
Mehun-sur-Yèvre je sedež istoimenskega kantona, v katerega so poleg njegove vključene še občine Allouis, Berry-Bouy, Foëcy in Sainte-Thorette z 11.345 prebivalci.
Kanton Mehun-sur-Yèvre je sestavni del okrožja Vierzon.

## Zgodovina
Mehun, mesto Karla VII, je poznano že od 9. stoletja tako v pisnih kot tudi v arheoloških virih. Srednjeveški del se je razvil okoli kolegialne cerkve in gradu. Gradnja nove rezidence vojvoda Jeana de Berryja konec 14. stoletja je prispevala k razvoju umetnosti, v 15. stoletju so bili mestu potrjeni brezcarinski privilegiji, s prihodom kraljevega sodstva pod Karlom VII. se je začelo razvijati gospodarstvo. Dejavnost mesta je po kraljevi smrti postopoma upadla. Ponovni vzpon je Mehun doživel sredi 19. stoletja z razvojem industrije porcelana, ko se je iz pretežno srednjeveškega dela začel širiti po dolini reke Yèvre, število prebivalstva pa se je v parih desetletjih podvojilo.

## Zanimivosti
- notredamska cerkev iz 11. stoeltja,
- mestna vrata z urnim stolpom iz 13. stoletja,
- ruševine gradu Château de Mehun iz 14. do 15. stoletja, francoski zgodovinski spomenik od 1840,
- trg s kipom Ivane Orleanske.